# Karl Erich Merseburger
Karl Erich Merseburger (* 20. November 1890 in Zeitz; † 28. August 1968 in Weinheim) war ein deutscher Künstler. Er signierte mit seinen Initialen KEM.

## Leben
Merseburger machte eine Ausbildung zum Postbeamten. Er war ein Schüler von A. Brinkmann und Hans A. Fischer an der Staatlichen Akademie für Graphische Künste und Buchgewerbe in Leipzig. Später wirkte er als Illustrator, Maler und Grafiker. Bekannt wurden seine Holzschnitte, die er mit seinem Atelierstempel K. E. Merseburger, Zeitz versah. Er wirkte auch als Exlibriskünstler.
Bis zu seiner legalen Übersiedlung aus der DDR in die Bundesrepublik im Jahr 1959 war er Mitglied im Verband Bildender Künstler der DDR und in weiteren Verbänden aktiv. Bei einem Wettbewerb der Kultur und Arbeit in Berlin gewann er einen 5. Preis.
Sein zweites Kind aus der Ehe mit seiner Frau Gertrud, geborene Troeger, ist der Journalist Peter Merseburger.

## Publikationen (Auswahl)
(alle unter K. E. Merseburger)
- Das Waldauer Revier. In: Zeitzer Heimat – Blätter aus der Geschichte und dem Kulturleben des Kreises Zeitz, Heft 2, 1955, 220–224.
- Das Theaterleben in Zeitz. Eine Rückschau auf Jahrhunderte. In: Zeitzer Heimat, Heft 2, 1955, 327–330 u. 364–366.
- Kurze Geschichte der Zeitzer Postkurse. In: 75 Jahre Philatelie in Zeitz 1955. Briefmarken-Jubiläums-Schau vom 12.–16.November 1955. 1955, S: 29–41.
- Frauen im Postbetrieb. In: Zeitzer Heimat, Heft 3, 1956, S. 71–78.
- Sie schlugen ihn mit Stangen. In: Zeitzer Heimat, Heft 3, 1956, S. 83.
- Die Wege der Zeitzer Klavierindustrie. Hölling & Spangenberg. In: Zeitzer Heimat, Heft 3, 1956, S. 291–294.
- Der Gasthof zu den drei Schwänen. In: Zeitzer Heimat, Heft 3, 1956, S. 378–381.
- Die kursächsischen Post- und Distanzsäulen August des Starken in und um Zeitz. Schriftenreihe des Städtischen Museums Zeitz, Heft 2, Schloss Moritzburg, 1964.